# Xebat
Xebat est un prénom kurde masculin. 

## Personnalités portant ce prénom
- Pour l'ensemble des articles sur les personnes portant ce prénom, consulter :
  - la liste des articles dont le titre commence par ce prénom
  - les listes produites par Wikidata : Liste des personnes de prénom « Xebat » — même liste en incluant les éventuels prénoms composés qui contiennent « Xebat ».